# Ribes (Ardèche)
 Ribes  ist eine französische Gemeinde mit 328 Einwohnern (Stand 1. Januar 2022) im Département Ardèche in der Region Auvergne-Rhône-Alpes; sie gehört zum Arrondissement Largentière und zum Kanton Les Cévennes Ardéchoises.
Nachbargemeinden von Ribes sind Vernon im Nordosten, Joyeuse im Südosten, Lablachère im Süden, Planzolles im Südwesten und Saint-André-Lachamp im Nordwesten.

## Bevölkerungsentwicklung
| Jahr                       | 1962 | 1968 | 1975 | 1982 | 1990 | 1999 | 2006 | 2016 |
| Einwohner                  | 240  | 249  | 230  | 250  | 309  | 284  | 255  | 298  |
| Quellen: Cassini und INSEE |      |      |      |      |      |      |      |      |

## Sehenswürdigkeiten
- Romanische Himmelfahrts-Kirche
- Kastanienmuseum (Musée de la châtaigneraie)

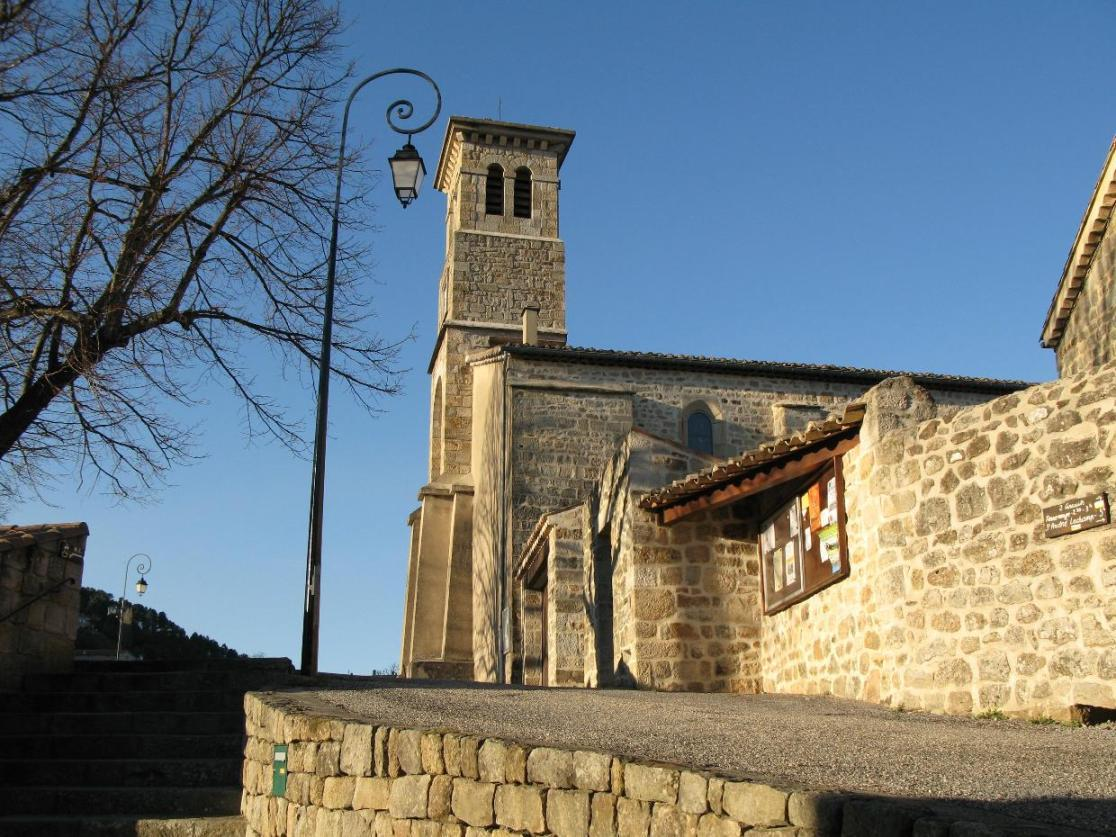
Kirche
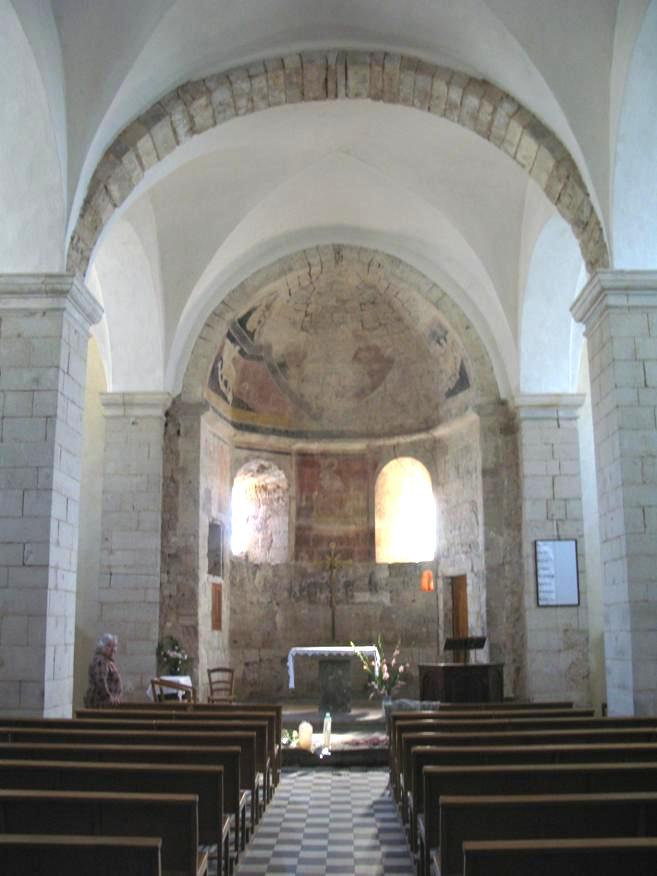
Fresken in der Kirche